# Ponte Nordhordland

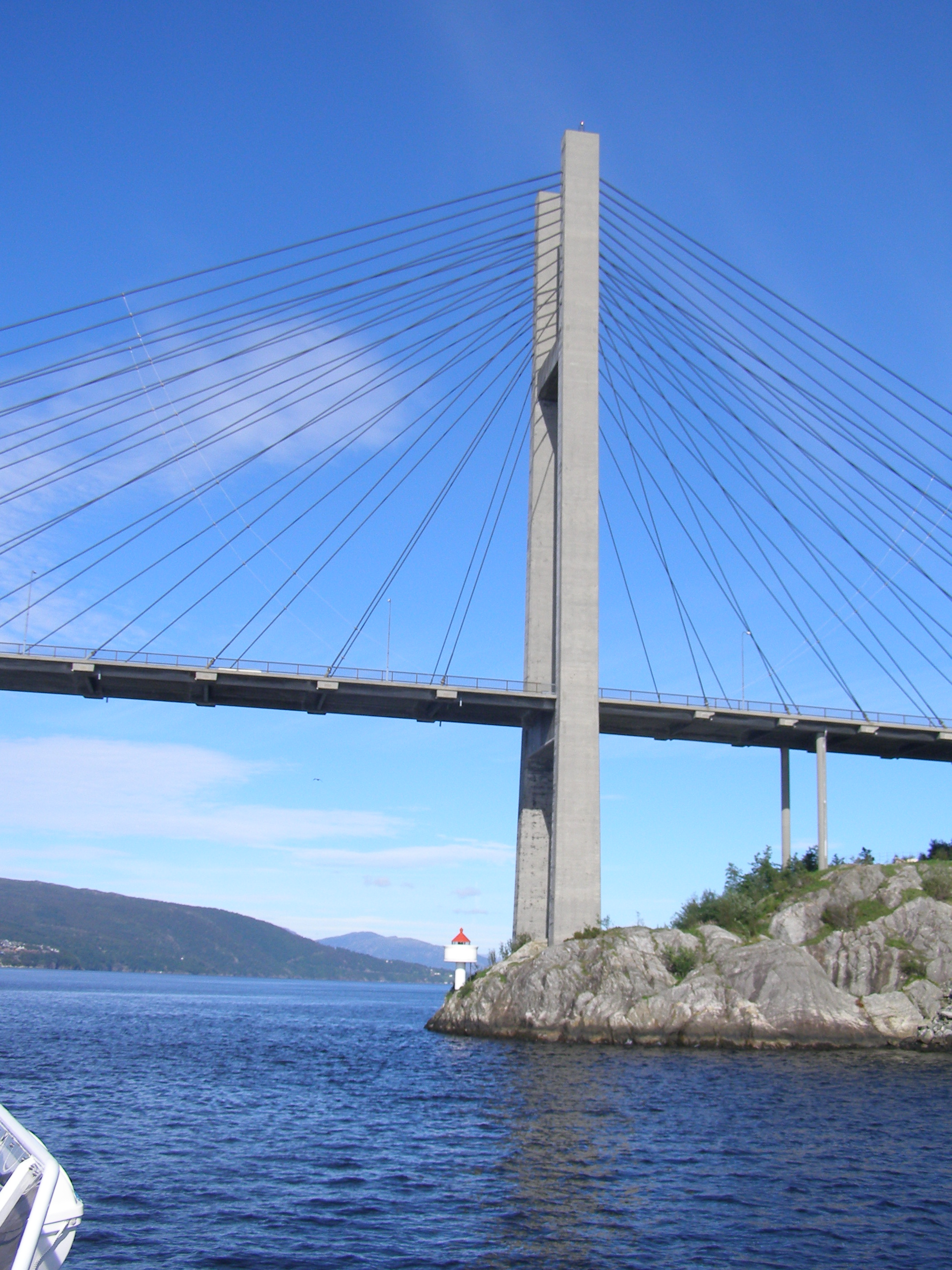
Ponte Nordhordland

A Ponte Nordhordland (Nordhordlandsbrua) é uma ponte que cruza Salhusfjorden no continente para Flatoy, no condado Hordaland, na Noruega. A ponte liga a zona norte de Hordaland (Nordhordland) e a cidade de Bergen. A Ponte Nordhordland é uma ponte pênsil suspensa por cabos com uma torre. Tem 1614 metros de comprimento (e não 1610, como é por vezes imprecisamente referido), o mais longo vão tem 172 metros e a altura máxima do mar é de 32 metros. A ponte foi dividida em 19 colunas. A ponte flutuante tem a maior lateral incompatível espalhadas no mundo.
Esta ponte foi inaugurada em 1994e deixou de ser pedagiada em 31 de dezembro de 2005, às 16:00h.